# 彭特兰山
彭特兰山（英語：Pentland Hills）是位于苏格兰爱丁堡西南地区的山脉，长度约为20英里（30）。彭特兰山的一端位於爱丁堡西南，另一端位於克萊德河上游。
彭特兰山的名字與彭特兰农场（英語：the farm of Pentland)有關，這一名字可能来自古布立吞语（英語：Common Brittonic），意为山的顶端。